# 赞比西区
赞比西区（英語：Zambezi），是那米比亞的一個行政区，位於該國東北部，原名为德语名称卡普里維（Caprivil），2013年改为现名。面積19,532平方公里、人口大約80,000人。主要的涵蓋區域為卡普里維地帶，南與波札那、北與安哥拉及尚比亞接壤，行政中心設於卡蒂马穆利洛。
卡普里維的名稱源自於德國第二任宰相萊奧·馮·卡普里維。該地區原本屬於英國的殖民管轄之下。1890年，德國因為軍事上的考量，與英國簽訂了《黑爾戈蘭-桑給巴爾條約》，從此卡普里維成為德屬西南非洲的一部分。
1918年，第一次世界大戰結束，德國喪失了海外的殖民地，卡普里維隨著德屬西南非洲一併交由南非聯邦管理。1972年，南非於該地成立東卡普里維州。1976年，又改名為羅吉自治國。1984年，又恢復中央直屬管轄。1990年納米比亞獨立，正式稱為卡普里維州。
卡普里維的人口約90,596人，僅佔那米比亞總人口的4%，其中大部分為奥万博人，另外有大約17,000名的羅吉人。兩個種族之間時常發生衝突。